# نبی فودای فوفانا
نبی فودای فوفانا (انگلیسی: Nabie Foday Fofanah؛ زادهٔ ۸ فوریهٔ ۱۹۸۰) دونده سرعت اهل گینه بود.